# 包尔绍德盖斯特
包尔绍德盖斯特（匈牙利語：Borsodgeszt）是匈牙利包尔绍德-奥包乌伊-曾普伦州所辖的一个村。总面积15.08平方公里，总人口264，人口密度17.5人/平方公里（2011年1月1日）。